# Tvärhand
Tvärhand, även palm, var förr ett vanligt ungefärligt längdmått som motsvarade handens bredd. Den räknades vanligen som 4 tum (tummens bredd). Vid omräkning till moderna längdmått brukar man räkna en tvärhand som mellan 8 och 10 cm. Måttet användes bland annat för att ange isars tjocklek och jordlagrens djup. En persons längd kunde anges till exempelvis 3 alnar och 1 tvärhand.
Den svenska palmen var enligt "Underrättelser till 1818 års Tulltaxa" = 4 verktum = 
0,099 meter. 
Även en tvärfot var ungefär 8 till 10 cm.